# Casa Imperial do Japão
A Casa Imperial do Japão (Kōshitsu), também conhecida como o Trono do Crisântemo, é a mais antiga monarquia contínua do mundo e de acordo com a mitologia japonesa, foi fundada em 660 a.C. pelo lendário imperador Jimmu, que é considerado o primeiro imperador do Japão. No entanto, historicamente, a casa imperial tem suas origens documentadas a partir de imperador Kinmei, que reinou a partir de 539
Sob a atual Constituição do Japão, o Imperador é "o símbolo do Estado e da unidade do povo". Outros membros da Família Imperial realizam deveres cerimoniais e sociais, mas não têm papel nos assuntos do governo. Os deveres como imperador são passados para os filhos do sexo masculino. A monarquia japonesa é considerada a mais antiga monarquia hereditária contínua do mundo.  A Casa Imperial reconhece 126 monarcas, começando com o imperador Jimmu (tradicionalmente datado de 11 de fevereiro de 660 aC), e continuando até o atual imperador, Naruhito. No entanto, os estudiosos concordaram que não há evidências da existência de Jimmu, e que a narrativa tradicional da fundação do Japão é mítica, sendo que Jimmu uma figura mítica.  A evidência histórica para os primeiros 25 imperadores é mítica, mas há evidências suficientes de uma linha hereditária ininterrupta desde 500 dC. Os imperadores do Japão historicamente verificáveis começam no início do século VI com o imperador Kimmei.
Desde 1975, o imperador do Japão nunca visitou o Santuário Yasukuni devido ao descontentamento do Imperador Hirohito com os criminosos de guerra condenados consagrados.

## Membros
O Artigo 5 da Lei da Casa Imperial (Modelo da Casa Imperial, Kōshitsu Tenpan ) define a Família Imperial (Família Imperial, kōzoku) como a Imperatriz (Rainha, kōgō ); a Grande Imperatriz viúva (Grande Imperatriz viúva, tai-kōtaigō ); a Imperatriz viúva (imperatriz viúva, kōtaigō ); os filhos legítimos do Imperador e netos legítimos na linha masculina legítima (Prince, shinnō ), e os seus consortes (親王妃, shinnōhi ); as filhas legítimas solteiras do Imperador e netas legítimas solteiras na linha masculina legítima (内親王, naishinnō ); os outros descendentes masculinos legítimos do Imperador na terceira e posteriores gerações na linha masculina legítima (王, ō ) e suas consortes (王妃, ōhi ); e outros descendentes femininos legítimos solteiros do Imperador na terceira e posteriores gerações na linha masculina legítima (女王, joō ). Em português, shinnō e ō são traduzidos como "príncipe", assim como shinnōhi, naishinnō, ōhi e joō como "princesa".
Após a remoção de 11 ramos colaterais da Casa Imperial em outubro de 1947, a filiação oficial da Família Imperial foi efetivamente limitada aos descendentes masculinos do Imperador Taishō, excluindo as mulheres que se casaram fora da Família Imperial e os seus descendentes.

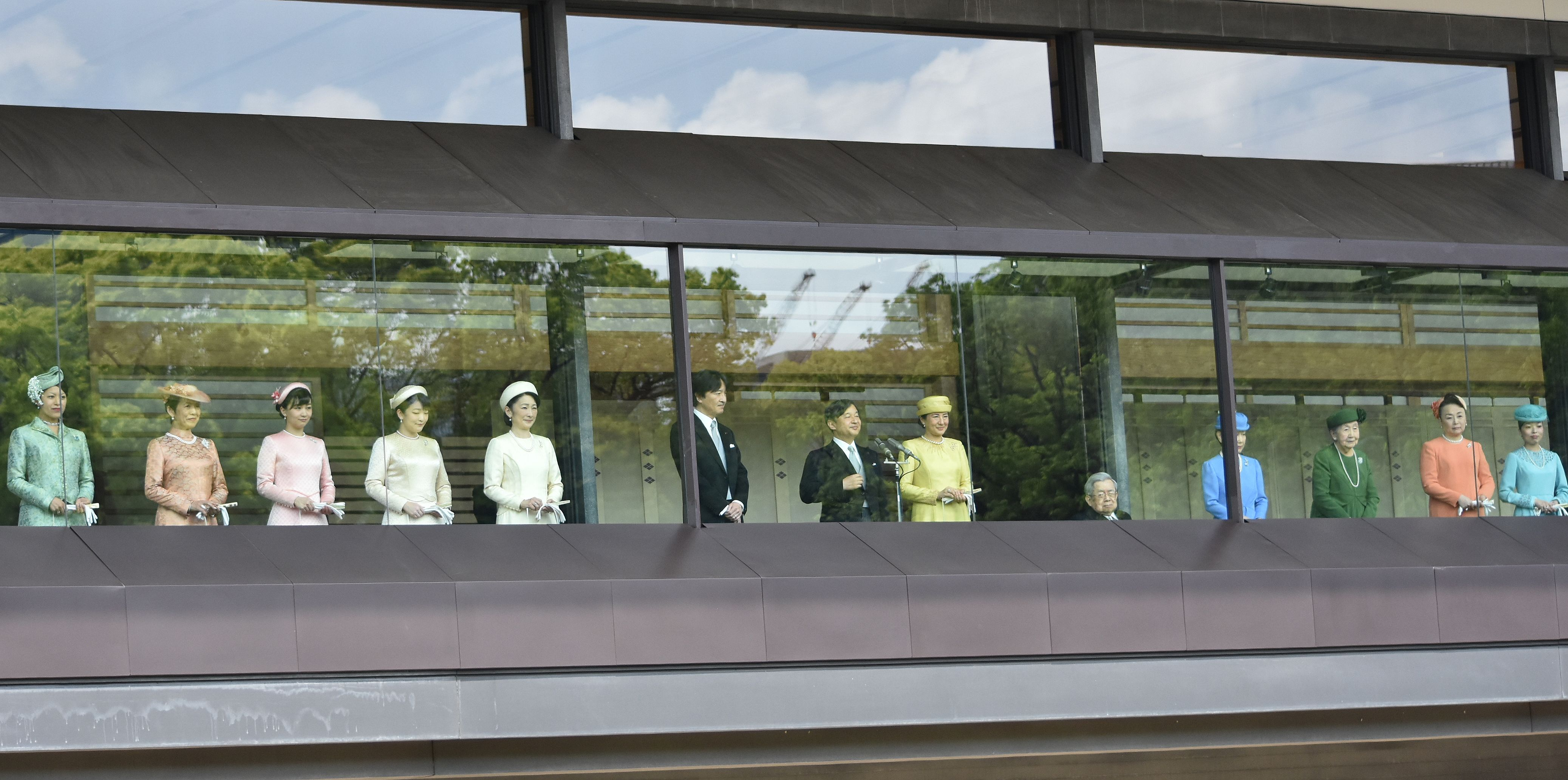
Os membros da Família Imperial mostram-se ao público em geral durante as comemorações da entronização do novo imperador. O Imperador Emérito Akihito e a Imperatriz Emérita Michiko não estão presentes (4 de maio de 2019).

Existem atualmente 17 membros da Família Imperial:
- O Imperador, o filho mais velho do Imperador Emérito Akihito e da Imperatriz Emérita Michiko, nasceu no Hospital da Casa Imperial em Tóquio a 23 de fevereiro de 1960. Ele tornou-se herdeiro após a ascensão de seu pai ao trono. O príncipe herdeiro Naruhito casou-se em 9 de junho de 1993 com Masako Owada. A 1 de maio de 2019, ele ascendeu ao Trono do Crisântemo e tornou-se imperador após a abdicação do seu pai.
- A Imperatriz, nasceu a 9 de dezembro de 1963, filha de Hisashi Owada, ex-vice-ministro das Relações Exteriores e ex-representante permanente do Japão nas Nações Unidas. Ela tornou-se imperatriz consorte após a sucessão do seu marido ao trono a 30 de abril de 2019.
  - A Princesa Toshi, nasceu a 1 de dezembro de 2001 e é a única filha do imperador Naruhito e da imperatriz consorte Masako.

O Imperador Emérito, nasceu no Palácio Imperial de Tóquio a 23 de dezembro de 1933, o filho mais velho e quinto filho do Imperador Shōwa e da Imperatriz Kōjun. Ele casou-se a 10 de abril de 1959 com Michiko Shōda. O imperador Akihito sucedeu ao seu pai como imperador a 7 de janeiro de 1989 e foi sucedido por Naruhito depois de abdicar a 30 de abril de 2019.
A Imperatriz Emérita, nasceu em Tóquio a 20 de outubro de 1934, a filha mais velha de Hidesaburō Shōda, presidente e presidente honorário da Nisshin Flour Milling Inc.
- Príncipe herdeiro Akishino, segundo filho do imperador emérito, e o atual herdeiro presuntivo. Nasceu a 30 de novembro de 1965 no Hospital da Casa Imperial em Tóquio. O seu título de infância era O Príncipe Aya. Ele recebeu o título de Príncipe Akishino e permissão para iniciar um novo ramo da Família Imperial após o seu casamento com Kiko Kawashima a 29 de junho de 1990.
- A princesa herdeira Akishino nasceu a 11 de setembro de 1966, filha de Tatsuhiko Kawashima, professor de economia na Universidade Gakushuin. O príncipe herdeiro e a princesa Akishino têm duas filhas (uma das quais permanece membro da Família Imperial) e um filho:
  - Princesa Kako (nasceu em 29 de dezembro de 1994).
  - Príncipe Hisahito de Akishino (nascido em 6 de setembro de 2006), o primeiro homem nascido na Casa Imperial desde o seu pai à 41 anos atrás.

O príncipe Hitachi nasceu a 28 de novembro de 1935, o segundo filho e sexto filho do imperador Shōwa e da imperatriz Kojun. O seu título de infância era O Príncipe Yoshi. Ele recebeu o título de O Príncipe Hitachi e permissão para estabelecer um novo ramo da Família Imperial a 1 de outubro de 1964, um dia após o seu casamento.
A princesa Hitachi nasceu a 19 de julho de 1940, filha do ex-conde Yoshitaka Tsugaru. O príncipe e a princesa Hitachi não têm filhos.
- A princesa Tomohito de Mikasa é a viúva do príncipe Tomohito de Mikasa (5 de janeiro de 1946 - 6 de junho de 2012), o filho mais velho do príncipe e da princesa Mikasa e um primo em primeiro grau do imperador Naruhito. A princesa nasceu a 9 de abril de 1955, filha de Takakichi Asō, presidente da Asō Cement Co., e a sua esposa, Kazuko, filha do ex-primeiro-ministro Shigeru Yoshida. Ela tem duas filhas com o falecido Príncipe Tomohito de Mikasa:
  - Princesa Akiko de Mikasa (nasceu a 20 de dezembro de 1981).
  - Princesa Yōko de Mikasa (nasceu a 25 de outubro de 1983).

- A princesa Takamado é a viúva do príncipe Takamado (29 de dezembro de 1954 - 21 de novembro de 2002), o terceiro filho do príncipe e da princesa Mikasa e um primo em primeiro grau do imperador Naruhito. A princesa nasceu a 10 de julho de 1953, a filha mais velha de Shigejiro Tottori. Ela casou-se com o príncipe a 6 de dezembro de 1984. Originalmente conhecido como Príncipe Norihito de Mikasa, ele recebeu o título de Príncipe Takamado e permissão para iniciar um novo ramo da Família Imperial a 1 de dezembro de 1984. A Princesa Takamado tem três filhas, um dos quais permanece um membro da Família Imperial:
  - Princesa Tsuguko de Takamado (nasceu a 6 de março de 1986)

### Ex-membros vivos
Sob os termos da Lei da Casa Imperial de 1947, naishinnō (princesas imperiais) e joō (princesas) perdem os seus títulos e membros da Família Imperial após o casamento, a menos que se casem com o Imperador ou outro membro da Família Imperial. Quatro das cinco filhas do imperador Shōwa, as duas filhas do príncipe Mikasa, a única filha do ex- imperador Akihito, a segunda e terceira filha do príncipe Takamado e, mais recentemente, a filha mais velha do príncipe Akishino, deixou a Família Imperial após o casamento, juntando-se à família do marido e, assim, tomando o sobrenome do marido. A filha mais velha do imperador Shōwa casou-se com o filho mais velho do príncipe Naruhiko Higashikuni em 1943. A família Higashikuni perdeu o seu status imperial em outubro de 1947. As antigas princesas imperiais vivas são:
- - Atsuko Ikeda (nasceu a 7 de março de 1931), quarta filha e quarto filho do imperador Shōwa e irmã mais velha sobrevivente do ex-imperador Akihito.
  - Takako Shimazu (nasceu a 2 de março de 1939), quinta filha e filho mais novo do imperador Shōwa e irmã mais nova do ex-imperador Akihito.
  - Yasuko Konoe (nasceu a 26 de abril de 1944), filha mais velha e filho mais velho do príncipe Misaka e da princesa Mikasa.
  - Masako Sen (nasceu a 23 de outubro de 1951), segunda filha e quarto filho do príncipe e da princesa Mikasa.
  - Sayako Kuroda (nasceu a 18 de abril de 1969), terceiro filho e filha única do Imperador Emérito Akihito e Imperatriz Emerita Michiko.
  - Noriko Senge (nasceu a 22 de julho de 1988), segunda filha do príncipe Takamado e da princesa Takamado.
  - Ayako Moriya (nasceu a 15 de setembro de 1990), terceira filha do príncipe e da princesa Takamado.
  - Mako Komuro (nasceu a 23 de outubro de 1991), primeira filha e filho mais velho do príncipe e da princesa Akishino.  A filha mais velha do imperador Shōwa, a princesa Shigeko Higashikuni, e sua terceira filha, Kazuko Takatsukasa, morreram em 1961 e 1989, respectivamente.

## Finanças
Conforme o artigo 88 da Constituição japonesa, todas as propriedades usufruídas pela família imperial pertencem ao Estado japonês e todas as despesas relacionadas a ela, bancadas pela Dieta em seu orçamento.
Administrados pela Agência da Casa Imperial, os custos consistem em despesas pessoais, em pensões para membros da Família Imperial e outros tipos de despesas.
- Estipuladas em lei, as despesas pessoais se referem às compras cotidianas realizadas para atender aos membros da Família Imperial. Somaram, no ano de 2010, cerca de 324 milhões de ienes.
- As pensões destinadas aos membros da família imperial, com a exceção do imperador, são anuais e providenciadas para manter um estilo de vida que beneficie sua posição. A base para o cálculo das pensões é igualmente estipulada em iei, e quantia total gasta em 2010 foi de 283,4 milhões de ienes. Os membros da família imperial também recebem uma pensão quando estabelecem uma moradia independente ou abdicam de seu status imperial.
- As outras despesas estão relacionadas com os deveres oficiais dos membros da família imperial, tais como cerimônias, banquetes de Estado, recepções e viagens domésticas e exteriores. Também incluem a manutenção e a administração dos palácios e de outras propriedades. Somaram 5.867,68 milhões de ienes em 2010.

## Estandartes imperiais

Estandarte Imperial do Imperador
Estandarte Imperial da Imperatriz
Estandarte Imperial do Regente
Estandarte Imperial do Príncipe Herdeiro do Japão
Estandarte Imperial da Princesa Herdeira
Estandarte Imperial dos Membros da Casa Imperial

## Galeria

A família imperial em 1900.
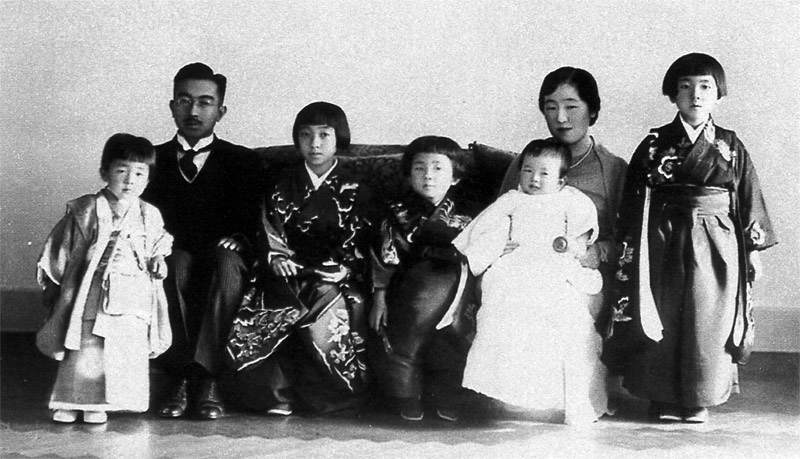
A família imperial em 1936.
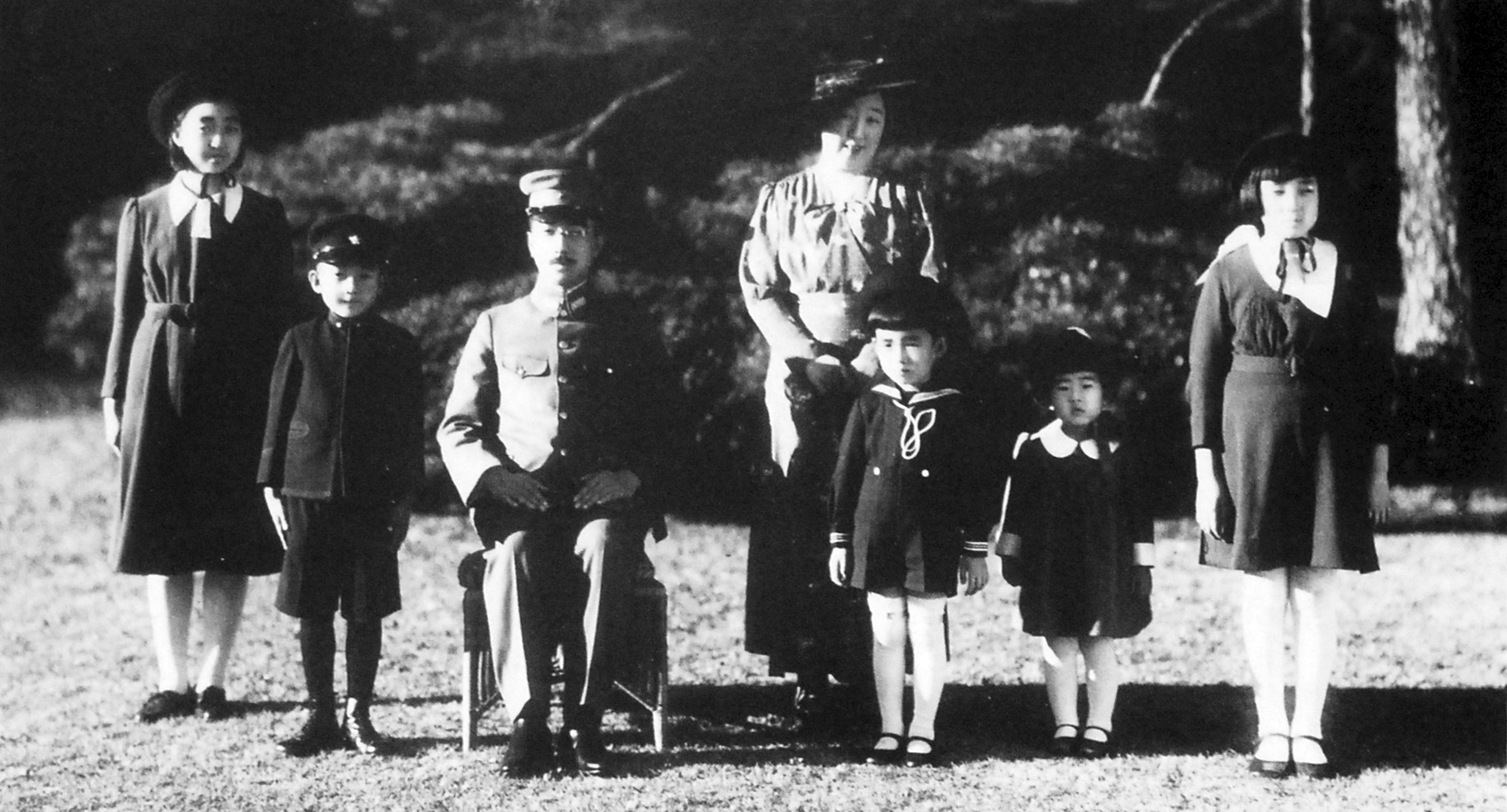
A família imperial em 1941.
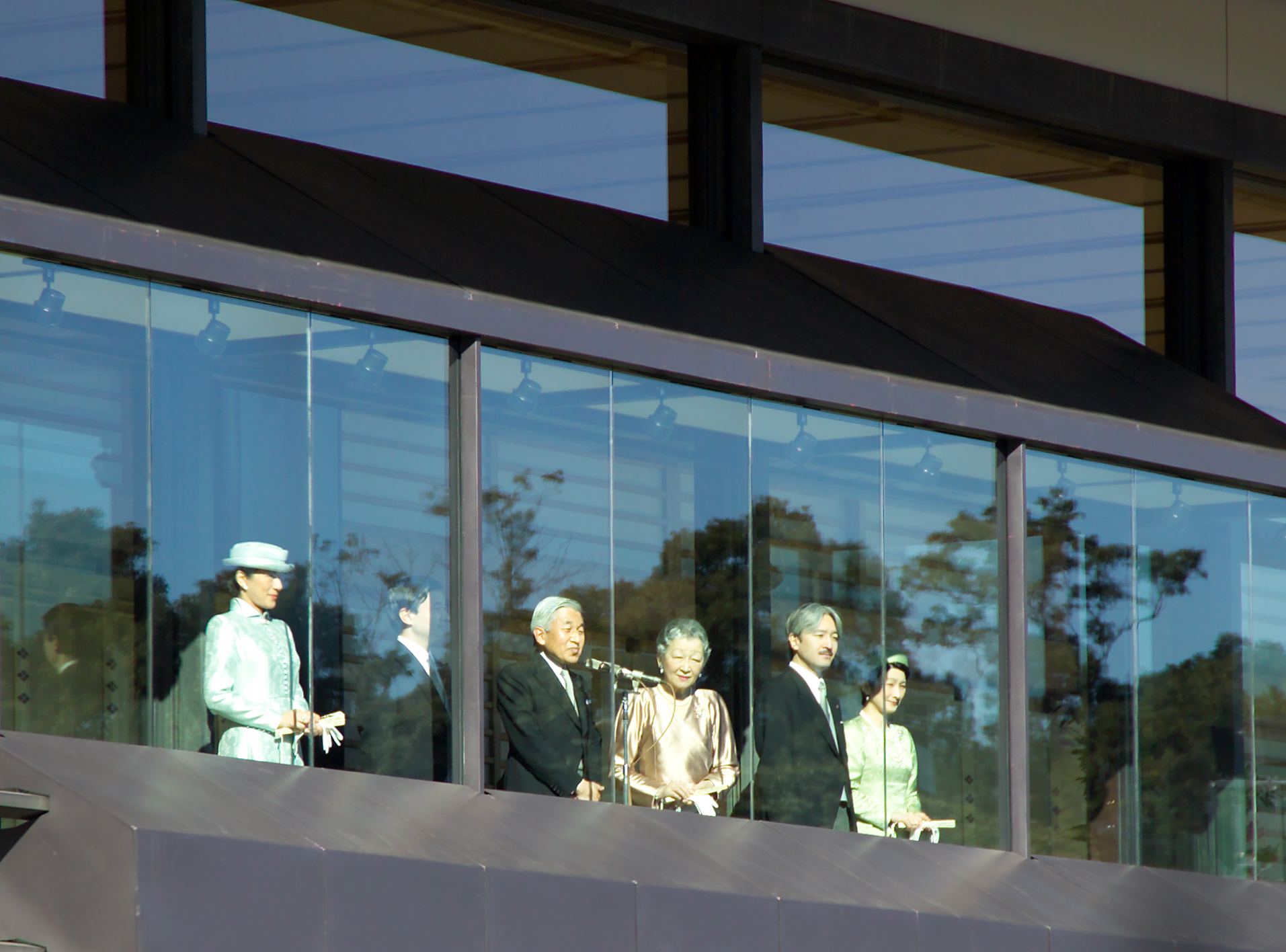
A família imperial em 2005.
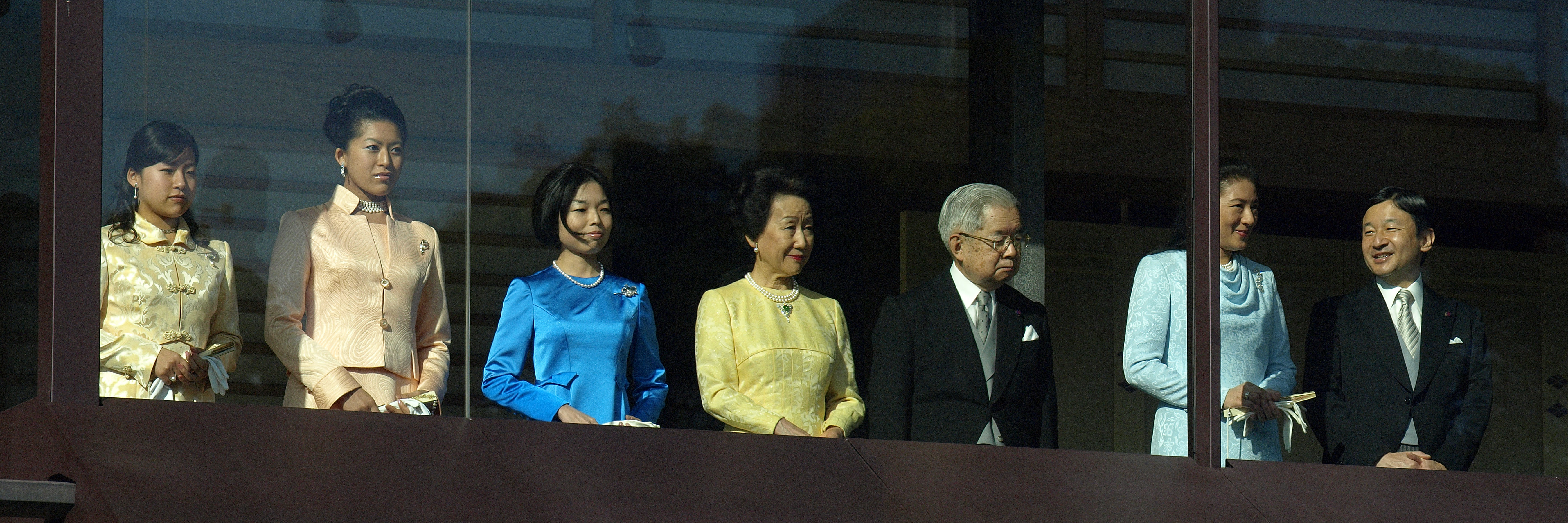
A família imperial em 2011.
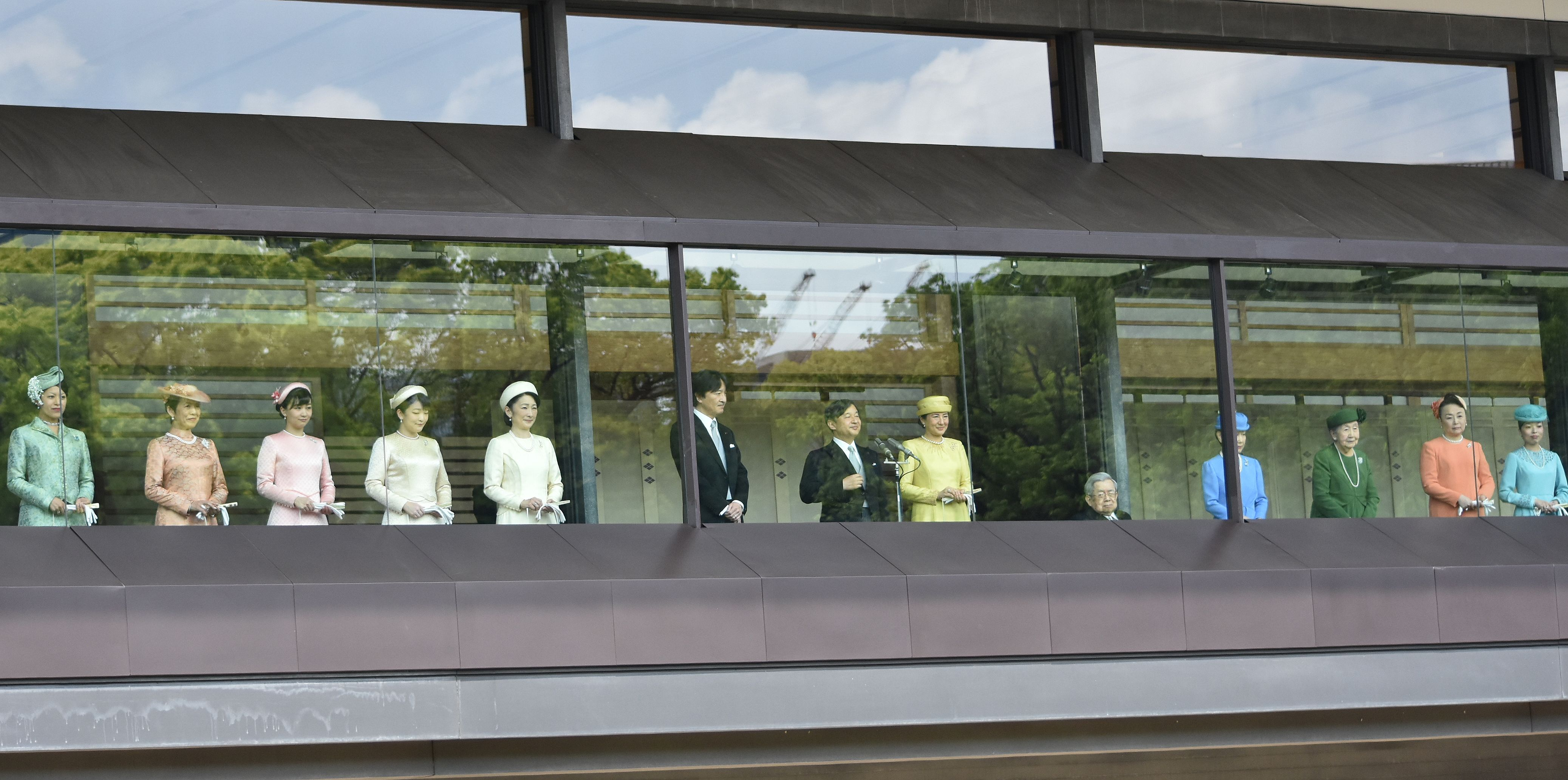
A família imperial em 2019.